# شاين بوركي
شاين بوركي (بالإنجليزية: Shane Bourke)‏ هو لاعب قذف أيرلندي، ولد في 9 نوفمبر 1988 في مقاطعة تيبيراري في جمهورية أيرلندا.